# Хабитосё
Хабитосё (устар. Хабито-Сё) — река в России, протекает по Ямало-Ненецкому АО. Устье реки находится в 128 км по левому берегу реки Правая Хетта. Длина реки составляет 69 км.

## Данные водного реестра
По данным государственного водного реестра России относится к Нижнеобскому бассейновому округу, водохозяйственный участок реки — Надым, речной подбассейн реки — подбассейн отсутствует. Речной бассейн реки — Надым.
Код объекта в государственном водном реестре — 15030000112115300050071.